# Luke Swindlehurst
Luke Swindlehurst est un ancien joueur de football reconverti en entraineur de football professionnel britannique né le 20 septembre 1984 dans ville anglaise de Barrow-in-Furness.

## Carrière de footballeur
Luke Swindlehurst est repéré à l'âge de 8 ans par le club de Preston North End Football Club, il y reste jusqu'à l'âge de 16 ans.
Il est surclassé à l'âge de 16 ans en équipe des moins de 19 ans, promis à une carrière prometteuse une blessure met prématurément fin à sa carrière de joueur à l'âge de 17 ans.
Il décide alors de rester dans le monde du football et de devenir entraineur de football professionnel.

## Carrière d'entraineur professionnel
Cet entraineur se caractérise par sa grande expérience professionnelle dans le football.
- 2009–2010: Manchester United Women Football Club (Grande-Bretagne)

Assistant de l'entraineur de l'équipe professionnelle féminine
- 2010–2012: RVDL Soccer Academy (Oakville, Canada)[2],[3]

Directeur de l'Académie
- 2012–2014: Liverpool Football Club Women (Grande-Bretagne)[5]

Entraineur de l'équipe professionnelle féminine
- 2014–2015: Sheffield United Football Club Ladies (Sheffield, Grande-Bretagne)

Entraineur de l'équipe féminine professionnelle
- 2015–2016: Preston North End Football Club Ladies (Preston, Grande-Bretagne)[8]

Manager de la section féminine professionnelle
- 2017–2019: London Bees (Londres, Grande-Bretagne)[9]

Entraineur et Manager Général de l'équipe professionnelle féminine,,,
- 2017–2019: Barnet Football Club (Londres, Grande-Bretagne)

Entraineur de l'équipe professionnelle masculine et des équipes des moins de 23 ans et 18 ans
- 2020–2021: Fédération de Thaïlande de football (Bangkok, Thaïlande)

Consultant technique auprès des équipes féminines et des moins de 20 ans
- Depuis 2021: Fédération anglaise de football (Londres, Angleterre)

Consultant technique auprès de la Fédération Anglaise de Football
- Depuis 2022: Paris Saint-Germain (Séoul, Corée du Sud)

Directeur Technique et Sportive de l'Académie PSG en Corée du Sud

## Autres activités professionnelles
- En 2003, il a été instructeur assermenté par la Fédération anglaise de football dans la province britannique du Lancashire.
- En 2008, il crée sa propre école d'enseignement et de formation technique. Il a enseigné et formé des étudiants désireux de devenir entraineur de football professionnel. Il a démissionné en 2009 de son poste de directeur de l'institution pour rejoindre le prestigieux club de Manchester United Football Club.
- Depuis 2012, il anime des conférences sur le sport, et enseigne les sciences sportives dans une université britannique de renom

## Palmarès
- Champion de la Supercoupe féminine d'Angleterre 2013-2014
- Qualification à la Ligue des Championnes 2013-2014
- Vainqueur de la Coupe d'Angleterre Féminine 2014-2015
- Vainqueur de la " County Cup" 2014-2015

## Diplômes et certificats
- AFC A' délivrée par la Fédération coréenne de football
- UEFA A' délivrée par la Fédération anglaise de football
- UEFA A délivrée par la Fédération anglaise de football
- UEFA B délivrée par la Fédération anglaise de football
- Diplôme d'entraineur professionnel délivrée par le Faculté de " Myerscough College " dépendant de l'université anglaise de " University of Central " à Lancashire
- Certification d'aptitude à l'enseignement Niveau 4 délivrée par l'université anglaise de " Craven College"
- Diplôme d'enseignement et d'éducation Niveau 5
- Diplôme de Management du football Niveau 5
- Certificat des techniques de football pour handicap Niveau 1
- Certificat des premiers secours
- Certificat de protection des enfants
- Etudiant de l'année de l'université anglaise appelé " Myerscough College "
- Meilleur entraineur du championnat 2018-2019